# Warnemünde
Warnemünde er en bydel i Hansestad Rostock i det nordøstlige Tyskland og således en kredsfri lokalitet, beliggende i delstaten Mecklenburg-Vorpommern. Den er udhavn og badested for hansestaden. 
Der var før i tiden jernbanefærgeforbindelse til Gedser. Den nutidige færgeforbindelse fra Gedser til Rostock lægger dog ikke længere til i Warnemünde, men i Rostock-Überseehafen. Tidligere var Warnemünde en selvstændig by.

## Billedgalleri
- Warnemünde